# Garamba (rivière)
Ne doit pas être confondu avec Parc national de la Garamba.
La Garamba est une rivière du Congo-Kinshasa. Elle traverse et délimite une partie du parc national de la Garamba.